# Дональ, Иоганна
Иоганна Алоизия Дональ (нем. Johanna Aloisia Dohnal; 14 февраля 1939, Вена — 20 февраля 2010, Граберн, Холлабрунн) — австрийский политический и общественный деятель, бывшая в разные годы в том числе членом муниципального совета Вены и депутатом венского Ландтага, членом нижней палаты Австрийского парламента, а также федеральным министром в трёх федеральных правительствах Австрии, в том числе — первым федеральным министром Австрии по делам женщин.

## Биография
Иоганна Дитц родилась в Вене и росла со своей бабушкой в Пенцинге, где посещала начальную и среднюю школу. Дитц не получила в юношеском возрасте высшего образования из-за финансовых трудностей, а с 1953 года училась и работала в качестве «промышленного клерка».

В возрасте 18 лет Дитц вышла замуж за Франца Доналя, с которым развелась через 19 лет брака.

Иоганна Дональ родила двоих детей — сына Роберта (1959—2008) и дочь Ингрид (р.1961).

22 января 2010 года Дональ и ее давняя партнёрша Аннемари Ауфрайтер (нем. Annemarie Aufreiter) вступили в зарегистрированное гражданское партнёрство — вскоре после вступления в силу соответствующего австрийского закона.

Спустя месяц Дональ скончалась в своем загородном доме после продолжительных проблем с сердцем.

Иоганна Дональ похоронена на Центральном кладбище Вены.

## Общественная и политическая деятельность
- 1957 год — вступление в Социал-демократическую партию Австрии, начало политической карьеры
- 1969 год — член муниципального совета Пенцинга
- 1971 год — избрана председателем социалистов Пенцинга
- 1972 год — первая женщина-секретарь СДПА-Вена
- 1973—1979 годы — член муниципального совета Вены и депутат венского парламента (см. Совет муниципальных депутатов и земельный парламент Вены[нем.])
- 1978 год — инициировала принятие устава о создании ассоциации помощи женщинам и детям в уязвимом положении (нем. Das Verein "Soziale Hilfen für gefährdete Frauen und Kinder")
- 1979—1990 годы — государственный секретарь по делам женщин в аппарате федерального канцлера Австрии в правительствах Бруно Крайского, Фреда Зиноваца и Франца Враницкого
- 1980 год — вице-президент конференции — глава австрийской делегации на 2-м Всемирном женском конгрессе[англ.] в Копенгагене
- 1987 год — заместитель председателя СДПА
- 1987—1995 годы — глава австрийских социалисток
- 1990—1995 годы — федеральный министр по делам женщин в третьем (без портфеля) и четвертом (с портфелем) правительстве Франца Враницкого
- 1991—1994 годы — ответственный за координацию политики по делам женщин в федеральной Канцелярии
- 1993 год — инициировала кампанию «Жертвы войны: изнасилованные женщины» (нем. "Kriegsopfer: Vergewaltigte Frauen") по помощи женщинам и детям бывшей Югославии
- 1993 год — глава Комитета по правам женщин Конференции ООН по правам человека
- 1994 год — член Национального совета Австрии

С 1995 года Иоганна Дональ была досрочно исключена из состава правительства Австрии и покинула «большую» политику, посвятив себя общественной работе и публичным выступлениям, в том числе в Венском университете (1995/1996) и в университете Инсбрука (2007/2008).

## Признание
- 1992 — «Женщина года» (журналистское признание)
- 1994 — Большая золотая медаль «За заслуги перед Австрийской Республикой»
- 2005 — звание «Гражданка Вены» (вторая по значимости после почетного гражданства Вены городская награда)

## Публикации
- Johanna Dohnal. Erika Thurner Innensichten österreichischer Frauenpolitiken: Innsbrucker Vorlesungen. — Инсбрук. : StudienVerl., 2008. — 227 с. — ISBN 978-3-7065-4636-2
- Maria Mesner und Heidi Niederkofler Johanna Dohnal: ein politisches Lesebuch. — Вена. : Mandelbaum-Verl., 2013. — 294с. — ISBN 978-3-85476-407-6
- Alexandra Weiss/Erika Thurner Johanna Dohnal und die Frauenpolitik der Zweiten Republik: Dokumente zu einer Pionierin des österreichischen Feminismus. — Вена. : Promedia, 2019. — 240. — ISBN 978-3-85371-454-6
- Astrid Petrson Österreichische Spitzenpolitikerinnen in den 1960er bis 1980er Jahre: Der Aufstieg in die Spitzenpolitik. — Саарбрюккен. : AV Akademikerverlag, 2014. — N/a. — ISBN 978-3-639-72538-4